# Val (zeilen)
Het val is in de zeilwereld de naam voor de lijn waarmee het zeil van een zeilschip gehesen en gespannen wordt.
Op een zeilschip zijn vaak meerdere vallen aanwezig, minimaal één per te hijsen zeil. Voor het hijsen van een fok wordt het fokkeval gebruikt, de spinnaker wordt gehesen met het spinnakerval. Bij een gennaker heb je vaak te maken met twee vallen nl. een hijsval en een strijkval. Het hijsen van het grootzeil kan met een enkelvoudig grootzeilval bij een topgetuigd schip of met klauwval plus piekeval (of nokkeval) bij een gaffelgetuigd schip. 
Het val moet het voorlijk van het zeil permanent goed op spanning houden. Daarom wordt het meestal gemaakt van sterke, rekvrije lijn of staaldraad. Een val wordt vaak belegd op een klem of kikker onderaan de mast. Bij oudere schepen vaak op een nagelbank met korvijnagels.
Bij grotere schepen is een enkelvoudig val niet meer met menskracht te bedienen, vanwege het grote gewicht van het zeil (plus soms de gaffel). Daarvoor zijn drie oplossingen mogelijk:
- het val loopt via een aantal blokken, zodat een takel wordt gevormd
- het val wordt op een vallier gevoerd, die via een tandwieloverbrenging met een jaagwiel handmatig wordt aangedreven.
- het val wordt gevoerd op een elektrisch of hydraulisch aangedreven lier